# فرح خليل
فرح خليل ‏ (22 مارس 1997 في مدينة الجيزة - ) ترامبولينية من مصر.

## روابط خارجية
- فرح خليل على موقع الاتحاد الدولي للجمباز (licence) (الإنجليزية)
- فرح خليل على موقع الاتحاد الدولي للجمباز (biography) (الإنجليزية)